# Династія Сінь
Дина́стія Сінь (кит. трад.: 新朝) — період правління Ван Мана (9-23 рр. н. е.), що на короткий час перервав правління династії Хань (207 р. до н. е. — 220 р. н. е.) у Китаї. Його правління було повалене в ході повстання «червонобрових» та представниками попередньої династії Лю.
Таким чином, назва «династія» — лише данина традиційній історіографії. Правління Ван Мана стало межею розподілу Хань на Західну (до Сінь) та Східну (після неї) частини.

## Ери правління
- Шицзяньго (始建 国) — «Початок становлення держави»), 9—13 роки.
- Тяньфен (天 凤) — «Небесний фенікс», 14—19 роки.
- Діхуан (地 皇) — «Земний імператор», 20—23 роки.